# Kevin Mahogany
Kevin Mahogany (Kansas City, 1958. július 30. – Kansas City, 2017. december 17.) amerikai dzsesszénekes. Kevin Mahogany az 1990-es években vált jelentős előadóvá. Különösen scat éneklésével lett ismert. Előadásmódját Billy Eckstine, Joe Williams és Johnny Hartman stílusával szokták összevetni.

## Pályafutása
Kevin Mahogany gyermekként zongorázni kezdtett, majd klarinétozni és szaxofonozni is tanult. Fellépett a dzsesszzenekarokkal, közben zenét is tanított középiskolás korában. Azt mondta: „Amikor gyerek voltam, a zene ugyanolyan fontos volt a háztartásunkban, mint az angol és a matematika... A zongoraórák az egész családot körülvették.”
Kevin Mahogany a Baker University járt, ahol fel is lépett hangszeres- és énekegyüttesekkel. Létre is hozott egy vokális dzsesszegyüttest.
1981-ben zenei és angol drámai szakon szerzett diplomát. A diploma megszerzése után visszatért Kansas Citybe, ahol az 1980-as években a „The Apollos” és a „Mahogany” nevű együtteseivel már helybéli követőket vonzott. 1995-ben Frank Mantooth CD-jén szerepelt. Első szólólemeze a „Double Rainbow” (1993) volt. Ezt követte a „Kevin Mahogany” (1996) című albuma, amely komoly figyelmet kapott a médiában. A Newsweek Mahoganyt generációja kiemelkedő dzsesszénekesének nevezte.
Mahogany szerepelt Robert Altman „Kansas City” (1996) című filmjében, amiben egy olyan karaktert alakított, ami állítólag Big Joe Turnerre, a Kansas City zenekar énekesére hasonlított.
1997-ben a Mahogany részt vett a „Midnight in the Garden of Good and Evil” filmzene létrehozásában, amelyben a Johnny Mercer által írt „Laura” című dalt énekelték.
Mahogany hatással volt a Lambert, Hendricks & Rossra, Al Jarreau-ra és Eddie Jeffersonra is.
Tanított a bostoni Berklee College of Music-on és a Miami Egyetemen. 2016-ban szerepelt Bosski Roman, lengyel rapper „Bang & Classic” című CD-jén (a „Special Girl” című szám).
Cukorbetegség miatt halt meg.

## Albumok
- Double Rainbow (1993)
- Songs and Moments (1994)
- You Got What It Takes (1995)
- Kevin Mahogany (1996)
- Another Time Another Place (1997)
- My Romance (1998)
- Pussy Cat Dues: The Music of Charles Mingus (2000)
- Pride & Joy (2002)
- Big Band ( 2005)
- The Vienna Affair (2015)

## Filmek
- 1996: Kansas City